# Prolixocupes
Prolixocupes là một chi bọ cánh cứng thuộc họ Cupedidae.

## Các loài
- Prolixocupes latreillei
- Prolixocupes lobiceps